# Fish Police
Fish Police è una serie televisiva animata statunitense del 1992, prodotta da Hanna-Barbera.
La serie è stata trasmessa per la prima volta negli Stati Uniti su CBS dal 28 febbraio al 13 marzo 1992, per un totale di 6 episodi ripartiti su una stagione. In Italia è stata trasmessa su Cartoon Network dal 3 ottobre al 4 ottobre 1998.

## Episodi
| nº | Titolo originale            | Titolo italiano | Prima TV USA     | Prima TV Italia |
| -- | --------------------------- | --------------- | ---------------- | --------------- |
| 1  | The Shell Game              |                 | 28 febbraio 1992 | 3 ottobre 1998  |
| 2  | A Fish Out of Water         |                 | 6 marzo 1992     | 3 ottobre 1998  |
| 3  | Beauty's Only Fin Deep      |                 | 13 marzo 1992    | 3 ottobre 1998  |
| 4  | The Codfather               |                 | 4 aprile 1992    | 4 ottobre 1998  |
| 5  | The Two Gils                |                 | 5 maggio 1992    | 4 ottobre 1998  |
| 6  | No Way to Treat a Fillet-dy |                 | 16 giugno 1992   | 4 ottobre 1998  |

## Personaggi e doppiatori
- Ispettore Gil, voce originale di John Ritter.
- Biscotti Calamari, voce originale di Héctor Elizondo.
- Sharkster, voce originale di Tim Curry.
- Mussels Marinara, voce originale di Frank Welker.
- Capo Abalone, voce originale di Ed Asner.
- Sindaco Cod, voce originale di Jonathan Winters.
- Detective Catfish, voce originale di Robert Guillaume.
- Crabby, voce originale di Buddy Hackett.
- Pearl White, voce originale di Megan Mullally.
- Angel Jones, voce originale di JoBeth Williams.
- Goldie, voce originale di Georgia Brown.
- Tadpole, voce originale di Charlie Schlatter.
- Connie Koi.